# 阮福美垂
阮福美垂（越南语：／；1800年9月15日—1826年8月12日），原名阮福曔（越南语：／），阮朝英睿皇太子阮福景次子。

## 生平
阮福美垂生於景興六十一年七月二十七日（1800年9月15日），生母失詳。父親早年去世，祖父嘉隆帝對阮福旦和阮福曔兩個孫子更加疼愛，讓他們享受皇子待遇。嘉隆十六年（1817年），嘉隆帝封宗室近親為親公，阮福曔受封太平公（越南语：／），爵秩和皇子相同。明命四年（1823年），明命帝御賜英睿皇太子房藩系詩，阮福曔按詩改名為阮福美垂。明命七年（1826年），阮福美垂被翊振兵控告，將議罪，不久於七月初九日（8月12日）就因霍亂去世。明命帝輟朝三日，賜諡敏恪，由宋福樑和尊室曎打理喪事。等到下葬當天，明命帝又輟朝一日，親臨送葬。當時阮福美垂剛剛得一女兒，明命帝下令交由長公主撫養，每年按公女歲俸加倍給付。
阮福美垂沒有兒子，而他的哥哥阮福美堂因為涉嫌和生母宋氏涓亂倫而被廢。阮福美垂去世後，英睿皇太子祠無人主祀。明命帝下令將阮福美堂長子阮福麗鐘過繼給阮福美垂為嗣，主祀英睿皇太子。